# Galàxia activa
Un nucli de galàxia actiu (AGN per les sigles en anglès) és una regió compacta al centre d'una galàxia que té una lluminositat més alta del normal en alguns o tots els espectres electromagnètics (en la longitud d'ona de ràdio, infraroig, òptic, ultraviolat, raigs X i/o raigs gamma). Una galàxia que allotja un AGN s'anomena galàxia activa. La radiació provinent d'un nucli de galàxia actiu podria ser el resultat de l'acreció en un forat negre supermassiu al centre de la galàxia hoste. Els nuclis de galàxia actius són les fonts de radiació electromagnètica de més persistència lluminosa de l'univers, i com a tal es poden usar com a mitjà per al descobriment d'objectes llunyans; la seva evolució com a funció de temps còsmic també estableix limitacions en els models cosmològics.

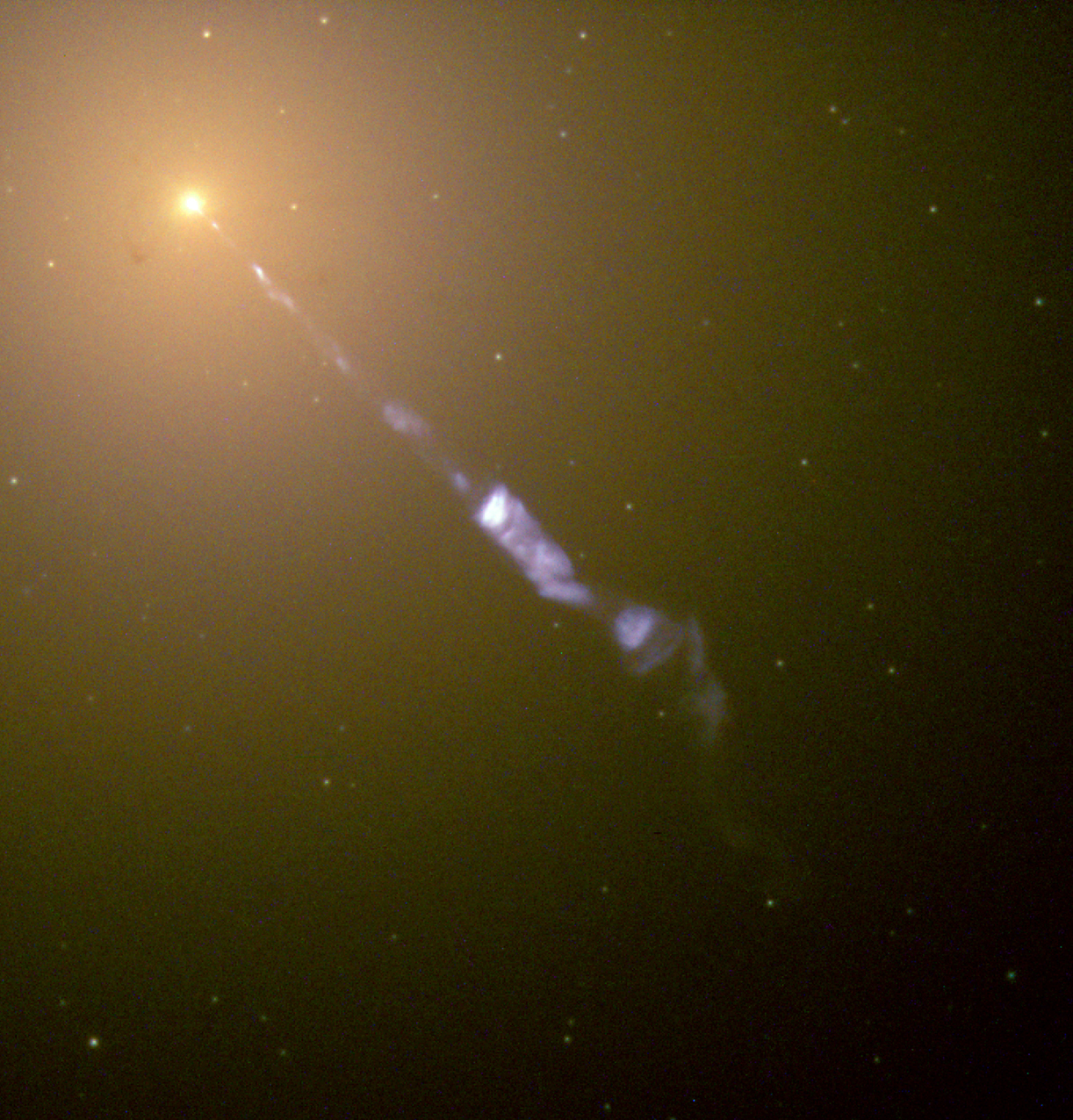
Imatge d'un jet a 5.000 anys llum ejectat del nucli actiu de la galàxia el·líptica M87 (una radiogalàxia) feta pel telescopi espacial Hubble. La radiació sincrotró del jet blau contrasta amb la llum estel·lar de la galàxia hoste groga.

## Models de nuclis actius
S'ha discutit durant molt de temps que els nuclis galactics actius estan propulsats per l'acreció a forats negres massius (amb masses entre 10⁶ i 10¹⁰ vegades la del Sol). Els nuclis de galàxia actius són tan persistentment i extrema lluminosos com compactes; l'acreció pot donar potencialment una conversió eficient d'energia potencial i cinètica a radiació, i un forat negre massiu té una alta lluminositat d'Eddington, per tant podria proveir l'alta i persistent lluminositat observada. Els forats negres supermassius centrals es creu que existeixen al centre de totes les galàxies massives: la massa del forat negre concorda bé amb la velocitat de dispersió o lluminositat del bulb de la galàxia. Encara que característiques similars a les de nuclis de galàxies actius es poden esperar allà on un subministrament de material per acreció provés de l'esfera d'influència del forat negre central.

### Disc d'acreció
En el model estàndard de nucli galàctic actiu, el material fred proper al forat negre central forma un disc d'acreció. L'espectre que s'espera d'un disc d'acreció d'un forat negre supermassiu arriba al seu màxim en la longitud d'ona òptica-ultraviolada; a més, una corona de material calent es forma per sobre del disc d'acreció i pot causar un efecte Compton invers superior a l'energia dels raigs X. La radiació del disc d'acreció excita els materials freds propers al forat negre i es produeix radiació via línies d'emissió. Una gran part de la producció primària dels nuclis galàctics actius pot ser enfosquida pel gas o pols interestel·lar propera al disc d'acreció, però alhora podria ser reradiada i tornar a emetre en altres longituds d'ona, en la seva majoria en forma d'infraroig.

### Jets relativistes
Alguns discs d'acreció produeixen jets, parells de surgències de matèria extremadament ràpida que emergeixen prop del disc (la direcció del jet es pot determinar o pel moment angular de l'eix del disc o per l'eix de rotació del forat negre). Els mecanismes de producció del jet i la seva composició a petita escala no es coneixen actualment, ja que les observacions no poden distingir entre les variacions dels models teòrics que existeixen. Són sobretot visibles en la longitud d'ona de ràdio, on la interferometria de molt llarga base es pot usar per estudiar la radiació sincrotró que emeten per sota de l'escala sub-parsec. No obstant això, irràdien en totes les longituds d'ona des de ràdio a raigs gamma via el sincrotró i difusió Compton inversa i, per tant, els nuclis de galàxia actiu amb jets tenen un segona font potencial de radiació contínua.

### Nuclis galàctics actius radiactivament ineficaços
Finalment, és important tenir en compte que hi ha una categoria radiactivament ineficaç de solucions a les equacions en l'acreció. La més coneguda és l'acumulació dominada per un flux d'advecció però n'existeixen altres. En aquests tipus d'acreció, què és important per als índexs ben per sota del límit d'Eddington, la matèria acretada no forma un disc prim i conseqüentment no irradia l'energia que ha adquirit al moure's prop del forat negre. L'acreció radiactivament ineficient s'ha usat per a explicar la manca d'una forta radiació de tipus nucli galàctic actiu provinent de forats negres supermassius del centre de galàxies el·líptiques de cúmuls, on podríem esperar uns índexs alts d'acreció i, les altes lluminositats corresponents. Els AGN radiactivament ineficaços es podria esperar que presentessin una manca d'altres moltes característiques estàndards dels nuclis galàctics actius amb un disc d'acreció.

## Característiques observacionals
No hi ha cap signatura observacional d'un nucli de galàxia actiu. La llista següent cobreix algunes de les característiques històricament importants que han permès identificar un sistema com nucli de galàxia actiu.
- Emissió nuclear òptica contínua. Aquesta és visible quan tenim una visió directa del disc d'acreció. Els jets poden també contribuir a aquest component de l'emissió d'un nucli de galàxia actiu. L'emissió òptica té una forta dependència sobre la longitud d'ona.

- Emissió nucleat infraroja. Són visibles si el disc d'acreció i el seu voltant està enfosquit pel gas o pols propera al nucli i llavors el reemet ('reprocessa'). Com hi ha emissió tèrmica, es pot distingir de qualsevol altre component relacionat amb jet o disc.

- Línies espectrals òptiques amples. Aquestes provenen del material fred proper al forat negre central. Les línies són amples perquè el material emès es mou a grans velocitats.

- Línies espectrals òptiques estretes. Aquestes provenen de material fred més distant i, per tant, són més estretes que les amples.

- Emissió de ràdio continuada. Aquesta és sempre deguda a un jet. Mostra sempre un espectre característic d'emissió sincrotró.

- Emissió continuada de raigs X. Aquesta pot sorgir tant d'un jet com d'una corona calenta del disc d'acreció en processos dispersos: en ambdós casos mostra un espectre feble. En alguns nuclis de galàxia actius ràdio silenciosos hi ha un 'suau esclat' en l'emissió de raigs X a més del component feble. L'origen d'aquest esclat suau encara no és clar.

- Línies d'emissió de raigs X. Aquest és el resultat de la il·luminació dels elements freds pesants pels raigs X continuats. La Fluorescència augmenta diferents espectres d'emissió, el més conegut d'aquests espectres és el característicaa del ferro al voltant 6.4 keV. Aquesta línia pot ser estreta o ample.

## Tipus de galàxies actives
Les galàxies actives es poden dividir en dues classes anomenades ràdio silencioses o ràdio sorolloses. En els objectes ràdio sorollosos les emissions de jets i lòbuls que produeixen dominen la lluminositat del nucli actiu de la galàxia, almenys en les longituds d'ona de ràdio però possiblement en altres sinó en totes. Els objectes ràdio silenciosos són més imples, ja que no existeix l'emissió de jet o similars.
La terminologia dels nuclis de galàxia actius és sovint confusa, ja que les distincions entre els diferents tipus de nuclis de galàxia actiu algunes vegades reflecteixen diferències històriques de com van ser descoberts els objectes o com van ser classificats inicialment, més que en diferències físiques reals.

### Nuclis galàctics actius ràdio silenciosos
- Regions de Línies espectrals nuclears d'ionització feble (LINERs per les seves sigles en anglès). Tal com el nom suggereix, aquests sistemes mostren unes regions de línies espectrals nuclears febles, i no una altra signatura d'emissió de nucli de galàxia actiu. Es pot debatre si tots aquests sistemes són realment nuclis de galàxia actius (alimentats per l'acreció d'un forat negre supermassiu). Si ho són, constitueixen la classe de nucli de galàxia actiu amb menor lluminositat.

- Galàxies de Seyfert. Les galàxies de Seyfert van ser la primera classe de nucli de galàxia actiu identificada. Mostren una emissió nuclear òptica continuada, a vegades ample a vegades estreta, a vegades amb forta emissió nucleat de raigs X i algunes vegades un feble ràdio jet. Originalment van ser dividides en dos tipus coneguts com a Seyfert 1 i 2: Seyfert 1 mostra unes fortes línies espectrals amples mentre Seyfert 2 no, i Seyfert 1 són més propenses a mostrar fortes emissions de raigs X de baixa energia. Les galàxies hostes de Seyfert són normalment espirals o irregulars.

- Quàsars ràdio silenciosos. Aquests són essencialment versions molt lluminoses de galàxies de Seyfert 1: La distinció és arbitrària i s'expressa normalment en termes d'una magnitud òptica. Els quàsars són 'quasi estel·lar' en llum visible i, per tant, tenen lluminositats òptiques més altes que les seves galàxies hostes. Sempre mostren una forta emissió continuada òptica, emissió continuada de raigs X, i línies espectrals amples i estretes. Alguns astrònoms usen el termes (Objecte Quasi-Estel·lar) per aquesta classe de nucli de galàxia actiu, reservant el terme 'quàsar' per a objectes ràdio sorollosos, mentre altres parlen sobre quàsars ràdio silenciosos o ràdio sorollosos. Les galàxies hostes de quàsars poden ser espirals, irregulars o el·líptiques: hi ha una correlació entre la lluminositat del quàsar i la massa de la galàxia hoste, per tant els quàsars més lluminosos habiten en les galàxies més massives (el·líptiques).

- Quàsar 2. Per analogia amb Seyfert 2, són objectes amb lluminositats similars als quàsars però amb forta emissió nuclear òptica continuada. Són difícils de trobar, encara que s'han identificat alguns possibles candidats.

### Nuclis galàctics actius ràdio sorollosos
- Quàsars ràdio sorollosos. Es comporten exactament com els quàsars ràdio silenciosos amb l'addició de l'emissió d'un jet. Per tant, mostren una forta emissió òptica continua, línies espectrals amples i estretes i forta emissió de raigs X.

- Blàzars (objectes BL Lacertae i quàsars OVV òpticament variables violentament). Aquestes classes es poden distingir per una emissió ràpidament variable de raigs X, ràdio i òptica polaritzada. Els objectes BL Lacertae no mostren cap mena de línies espectrals visibles, amples o estretes, per tant el seu desplaçament cap al vermell només es pot determinar per les característiques en l'espectre de les seves galàxies hostes. Les característiques de les línies espectrals poden estar intrínsecament absentes o simplement emmascarades pel component addicional variable: en aquest últim cas, pot ser visible quan el component variable és en un nivell baix.[3] Els quàsars OVV es comporten més com un quàsar ràdio sorollós estàndard amb l'addició d'un component ràpidament variable. En ambdues classes de font, l'emissió variable es creu que és originada en el jet relativista orientat a prop de la línia de visió de l'observador. Els efectes relativistes amplifiquen tant la lluminositat del jet com l'amplitud de la variabilitat..

- Radiogalàxies. Aquests objectes mostren una emissió de ràdio estesa i nuclear. Les altres propietats de nucli de galàxia actiu són heterogènies. Poden ser dividits en dues classes, els de baixa excitació i els d'alta excitació.[4][5] Els objectes de baixa excitació no mostren una forta emissió espectral ample o estreta, i les línies espectrals que emeten poden haver estat excitades per un mecanisme diferent.[6] L'emissió nuclear òptica i de raigs X és consistentn i originada en un jet;.[7][8] Poden ser els millors candidats de nucli de galàxia actiu amb acreció radiactivament ineficient. Per contra, els objectes d'alta excitació (radiogalàxies amb línies estretes) tenen línies espectrals similars a les de les galàxies de Seyfert 2. La petita classe de galàxies de línies de ràdio amples, que mostren una emissió nuclear òptica continuada relativament forta[9] probablement inclou alguns objectes que són simplement quàsars ràdio sorollosos de baixa lluminositat. Les galàxies hostes de les radiogalàxies, de qualsevol tipus d'emissió, són pràcticament sempre el·líptiques.

## Unificació
Els models unificats de nuclis galàctics actius ajunten dos o més classes d'objectes, basant-se en l'observació tradicional, proposant que són realment un sol tipus d'objecte físic observat en diferents condicions. Els models actuals són 'models unificats basats en l'orientació', el que vol dir, que proposen que les diferències aparents entre els diferents tipus d'objecte sorgeixen simplement perquè estan orientats de diferent manera a l'observador.

### Unificació dels objectes ràdio silenciosos
A baixes lluminositats, els objectes a unificar són les galàxies de Seyfert. Els models unificats proposen que en Seyfert 1 l'observador té una visió directa sobre el nucli actiu. En Seyfert 2 s'observa a través d'una estructura que enfosquidora que impedeix la visió directa de l'emissió òptica, la regió de línia ampla o l'emissió suau de raigs X. La clau dels models d'acreció depenent de l'orientació és que els dos tipus d'objectes poden ser el mateix vistos des de diferents angles. Les imatges estàndards són d'un tor de material enfosquidor al voltant del disc d'acreció. Pot ser prou gran com per enfosquir la regió de línia d'emissió ampla, però no tan gran com per a enfosquir la regió de línia d'emissió estreta, la qual es pot veure en les dues classes d'objectes. Les galàxies Seyfert 2 es poden veure a través del tor. Fora del tor hi ha material que pot reflectir emissió nuclear a la nostra línia de visió, permetent que puguem veure l'emissió continua òptica i de raigs X, i en alguns casos, línies d'emissió amples-- les quals estan altament polaritzades, mostrant que han estat escampades i provant que algunes Seyfert 2 realment contenen Seyfert 1 amagades. Les observacions en infraroig dels nuclis Seyfert 2 corroboren aquesta idea.
A altes lluminositats, els quàsars prenen el lloc a les Seyfert 1, però, com abans s'ha mencionat, els corresponents 'quasar 2' ha estat difícils de trobar fins ara. Si no tenen el component reflector de les Seyfert 2 seran molt difícil de detectar a no ser a través de la seva emissió forta de raigs X o la seva lluminositat de línia estreta.

### Unificació dels objectes ràdio sorollosos
Històricament el treball en la unificació dels objectes ràdio sorollosos s'ha concentrat en els quàsars ràdio sorollosos d'alta lluminositat. Aquests es poden unificar amb les radiogalàxies de línies estretes d'una manera anàloga a les galàxies Seyfert 1/2 (però sense la complicació del component reflector: les radiogalàxies que emeten línies estretes no mostren emissions nuclears contínues o un flux de raigs X reflectit, encara que emeten ocasionalment línies amples polaritzades). Les estructures de ràdio a gran escala d'aquests objectes aporten la prova que aquests models sobre l'orientació són realment certs. Les proves elaborades per les observacions de raigs X sostenen la tesi d'unificació: les radiogalàxies mostren proves d'enfosquiment per un tor de matèria mentre els quàsars no, encara que s'ha d'anar amb compte, ja que els objectes ràdio sorollosos tenen també un component relacionat amb els jets, és, per tant, necessari recórrer a l'alta definició para separar l'emissió tèrmica dels gasos calents a gran escala. Amb un petit angle en la línia de visió, domina el beaming relativista, i es pot observar un blàzar d'algun tipus.
No obstant això, la població de radiogalàxies es troba completament dominada pels objectes de baixa lluminositat i baixa excitació. Aquests objectes no mostren línies d'emissió nuclear forta---amples o estretes--- tenen una línia contínua en l'òptic el que semble completament relacionat amb els jets, i la seva emissió de raigs X sembla també provenir del jet. Aquests objectes no es poden unificar amb els quàsars, inclús si inclouen algun objecte d'alta lluminositat quan s'observa l'emissió de ràdio, ja que el tor no pot mai amagar la regió de línia d'emissió estreta, i ja que els estudis de l'infraroig mostren que no tenen components nuclears amagats: de fet, no hi ha cap prova de tor en aquests objectes. Probablement, formen un tipus diferenciat en el qual només és important l'emissió relacionada amb jet. En angles petits a la línia de visió, apareixen com a objectes BL Lacertae.

## Utilització en cosmologia i evolució
Durant molt de temps, les galàxies actives han aconseguit tots els rècords de desplaçament cap al vermell, degut a la seva alta lluminositat (tant en l'espectre visual com en el de ràdio): encara tenen un paper important en els estudis sobre les primeres etapes de l'univers, però ara es reconeix que degut a la seva natura, els nuclis galàctics actius donen una imatge molt esbiaxada de la típica galàxia amb desplaçament cap al vermell.
Més interessants són els estudis de l'evolució de la població de nuclis galàctics actius. La majoria dels tipus lluminosos de nuclis galàctics actius (tant sorollosos com silenciosos) sembla haver estat molt més nombrosos en l'univers primigeni. Això suggereix (1) que els forats negres supermassius es van formar abans i (2) que les condicions de formació de nuclis galàctics actius lluminosos eren més favorables en aquells temps-- per exemple, que hi havia una més alta disponibilitat de gas fred a prop del centre de les galàxies del que hi ha ara. Això implica que molts objectes que abans eren quàsars lluminosos ara són molt menys lluminosos, o no ho són gens. L'evolució de la població dels nuclis de galàxia actius de baixa lluminositat està molt menys ben limitada degut a la dificultat de detectar i observar aquests objectes amb alts desplaçaments cap al vermell.